# Stefano Catenacci
Stefano Sam Enrico Catenacci, född 8 mars 1966 i Hägersten, Stockholm, är en svensk kock. Han utnämndes till hovtraktör 2012.

## Biografi
Catenacci tog över 1996 som kökschef på restaurangen Operakällaren i Stockholm, efter Werner Vögeli. Under hans ledning hade restaurangen 1998−2010 en stjärna i Guide Michelin. Han är sedan 2001 delägare i Nobis AB, Operakällarens moderbolag.
Catenacci har varit ansvarig för alla banketter och galamiddagar som serveras på Kungliga slottet. Som sådan var han också ansvarig för kronprinsessan Victorias och prins Daniels bröllopsmiddag 2010 och för maten vid bröllopet mellan prinsessan Madeleine och Christopher O'Neill 2013.
Catenacci deltog och tävlade i TV-programmet Kockarnas kamp 2012, där han slutade på andra plats.
År 2020 publicerade dagstidningen Dagens ETC ett reportage där flera kvinnor som arbetat för Catenacci anklagade honom för sexuella trakasserier. I ett öppet brev i Dagens Nyheter meddelade han därefter att han valde att lämna Operakällaren och rollen som hovtraktör. Catenacci tillbakavisade att han skulle ha förgripit sig på sina anställda.

### Privatliv
Han är yngre bror till Nobis huvudägare och verkställande direktör, Alessandro Catenacci.

## Utmärkelser
- Silvermedalj i Årets kock 1999
- Nordisk mästare 1999
- 4:e plats i EM i Bordeaux mars 2000
- Kockarnas kock 2000
- Gastronomiska akademiens guldmedalj 2003
- "Smakskeden" 2007 av Lilla Sällskapet[10]
- "Årets Werner" 2008 av Restauranger & Storhushåll[11]
- 2:a plats i Kockarnas Kamp 2012[7]